# Protocalliphora cuprina
Protocalliphora cuprina är en tvåvingeart som först beskrevs av Hall 1948.  Protocalliphora cuprina ingår i släktet Protocalliphora och familjen spyflugor. Inga underarter finns listade i Catalogue of Life.